# Што се боре мисли моје
Што се боре мисли моје је љубавна песма коју је написао српски кнез Михаило Обреновић кнегињи Клеопатри Карађорђевић. 
Раније се веровало да ју је кнез написао својој блиској рођаци Катарини Константиновић, у коју је био заљубљен, али којом није смео да се ожени да му не би пао углед у народу, а и зато што му је вера бранила ту женидбу. Међутим, 2003. године је откривен оригинални документ са посветом који је кнез Михаило упутио за рођендан Клеопатри Карађорђевић (1835—1855), касније удатој Петронијевић. Документ је штампан у Бечу на француском језику и представља нотни запис за клавир песме „Што се боре мисли моје“.

## Текст
Што се боре мисли моје

Искуство ми ћутат` вели,
Беж`те сада ви обоје

Нек ми срце говори.
Први поглед ока твога

сјајном сунцу подобан

ранио је срце моје,

учинио робом га.
Да те љубим, ах, једина

целом свету казаћу,

сам` од тебе, ах, премила,

ову тајну сакрићу.